# Università del Pireo
L'Università del Pireo (in greco: Πανεπιστήμιο Πειραιώς) è una storica e importante istituzione universitaria ellenica.
È membro dell'Istituto europeo per le norme di telecomunicazione (ETSI).

## Descrizione
È dotata di nove dipartimenti universitari ed è principalmente focalizzata sull'economia, gestione aziendale ed informatica. Oggi è una delle principali istituzioni accademiche del Paese.
L'università è anche sede di un importante Centro per la ricerca scientifica e, sin dalla sua costituzione nel 1989, ha partecipato ad importanti progetti a livello nazionale e internazionale, soprattutto legati ai settori della tecnologia di rete e ad internet.